# Shea Charles
Shea Emmanuel Charles, född 5 november 2003 i Manchester, England, är en nordirländsk fotbollsspelare som spelar för Southampton.